# مسابقات جهانی ژیمناستیک هنری ۱۹۹۴
مسابقات جهانی ژیمناستیک هنری ۱۹۹۴ بیست و نهمین دوره مسابقات جهانی ژیمناستیک هنری است که در بریزبن، استرالیا از ۱۹ تا ۲۵ آوریل ۱۹۹۴ میلادی برگزار شده است.

## جدول مدال‌ها
| رده | کشور                |    |    |    | مجموع |
| --- | ------------------- | -- | -- | -- | ----- |
| ۱   | بلاروس              | ۴  | ۰  | ۲  | ۶     |
| ۲   | رومانی              | ۳  | ۲  | ۳  | ۸     |
| ۳   | چین                 | ۳  | ۱  | ۰  | ۴     |
| ۴   | ایالات متحده آمریکا | ۲  | ۲  | ۰  | ۴     |
| ۵   | روسیه               | ۱  | ۴  | ۴  | ۹     |
| ۶   | ایتالیا             | ۱  | ۰  | ۰  | ۱     |
| ۷   | اوکراین             | ۰  | ۲  | ۳  | ۵     |
| ۸   | یونان               | ۰  | ۱  | ۰  | ۱     |
| ۸   | مجارستان            | ۰  | ۱  | ۰  | ۱     |
| ۸   | فرانسه              | ۰  | ۱  | ۰  | ۱     |
| ۸   | بریتانیا            | ۰  | ۱  | ۰  | ۱     |
| ۱۲  | سوئیس               | ۰  | ۰  | ۱  | ۱     |
| ۱۲  | کره جنوبی           | ۰  | ۰  | ۱  | ۱     |
|     | مجموع               | ۱۴ | ۱۵ | ۱۴ | ۴۳    |